# 't Hof van Commerce
 't Hof Van Commerce is een Vlaamse hiphopgroep uit Izegem, bestaande uit Flip Kowlier (Filip Cauwelier) alias 'Levrancier' en Buyse (Serge Buyse) alias 'BZA' of 'Dommestik'. 
De raps gebeuren overwegend in het West-Vlaams en zijn veelal humoristisch van inslag, maar ook vaak politiek getint. Op hun cd's zijn vaak vele gast-rappers te beluisteren. Onder hen bijvoorbeeld Balo (ex-Starflam), Brahim, Riemeloare (De Nihilisten), TLP, Gabriel Rios, MC's Spok en Statiek (Indigenous), Peter Lesage en Nina Babet (onder andere Moiano).
Elk lid heeft naast zijn carrière bij 't Hof Van Commerce ook een solocarrière uitgebouwd. Flip Kowlier bracht in 2001 zijn eerste soloalbum Ocharme ik uit, 4T4 is de drijvende kracht achter Ultrasonic 7 en Serge Buyse is actief als striptekenaar en bracht eveneens een soloalbum uit (2011). Zijn Engelstalige debuutstrip Adventures in Cult City werd in 2010 voorgesteld aan het publiek.

## Geschiedenis
In het begin was er de Izegemse crossoverband The Prophets of Finance, die ergens rond 1993-1994 ophield te bestaan. In 1997 ontstond het Hof Van Commerce ("'t Hof Van Commerce") en in 1998 debuteerde de groep met de cd En in Izzegem. Van deze cd werden ongeveer 8000 exemplaren verkocht. Ook nadien verwezen de leden van 't Hof van Commerce in verschillende nummers naar hun Izegemse roots.
Reeds het daaropvolgende jaar verscheen hun tweede album: Herman, waarvan er maar ongeveer 5000 exemplaren verkocht geraakten. Na enkele jaren bracht de groep in 2002 hun derde album op de markt: Rocky 7. Dit werd met zo'n 10.000 verkochte exemplaren wel een succes. De groep speelde in 2003 dan ook op de meeste festivals in België en Nederland (onder meer de Lokerse Feesten, Lowlands, Marktrock Leuven en het hoofdpodium van Rock Werchter).
In 2005 verscheen hun vierde cd Ezoa en niet anders, op een door henzelf opgericht label "Plasticine". Het album bereikte de tweede plaats in de Vlaamse Ultratop 200. Op 1 oktober 2005 won de groep een TMF Award voor beste Urban Nationaal.
Flip Kowlier vertelde op 20 december 2010 tijdens een interview op de Izegemse Radio Omroep dat er aan nieuw materiaal gewerkt werd. Toen Serge Buyse in 2011 het album Buyse uitbracht, werd duidelijk dat een reünie in de maak was. Dit resulteerde in het najaar van 2011 in een nieuwe single: Wupperbol. Het nummer was de voorloper op het vijfde album Stuntman, dat op 24 februari 2012 uitkwam. Het album bereikte meteen de eerste plaats in de iTunes charts en de tweede plaats in de Ultratop 200. De groep won bij de Music Industry Awards 2012 de prijs in de categorie Nederlandstalig.
In het voorjaar van 2018, ruim twintig jaar na de oprichting van de groep, verscheen een verzamelalbum: Niemand grodder - De onutwisbaere culturele erfenisse van 't Hof van Commerce. Deze cd bevatte ook twee nieuwe nummers.
Eind maart 2024 besloot DJ 4T4 (Kristof Michiels) 't Hof van Commerce te verlaten. De groep gaat verder als duo. Bij de live-optredens worden ze nu bijgestaan door JTOTHEC (Jonas Casier).

## Discografie

### Albums
| Album met hitnotering(en) in de Vlaamse Ultratop 200 albums                   | Datum van verschijnen | Datum van binnenkomst | Hoogste positie | Aantal weken | Opmerkingen   |
| ----------------------------------------------------------------------------- | --------------------- | --------------------- | --------------- | ------------ | ------------- |
| En in Izzegem                                                                 | 1998                  | 16-05-1998            | 46              | 3            |               |
| Herman                                                                        | 1999                  | -                     |                 |              |               |
| Rocky 7                                                                       | 2002                  | 26-10-2002            | 7               | 11           |               |
| Ezoa en niet anders                                                           | 2005                  | 07-05-2005            | 2               | 27           |               |
| Stuntman                                                                      | 24-02-2012            | 03-03-2012            | 2               | 41           |               |
| Niemand grodder - De onutwisbaere culturele erfenisse van 't Hof van Commerce | 23-03-2018            | 31-03-2018            | 9               | 26           | Verzamelalbum |
| LP6                                                                           | 17-01-2025            | 25-01-2025            | 6               | 8            |               |

### Singles
| Single met hitnotering(en) in de Vlaamse Ultratop 50 | Datum van verschijnen | Datum van binnenkomst | Hoogste positie | Aantal weken | Opmerkingen                |
| ---------------------------------------------------- | --------------------- | --------------------- | --------------- | ------------ | -------------------------- |
| Zonder niet                                          | 1998                  | -                     |                 |              |                            |
| Dommestik en levrancier                              | 1998                  | -                     |                 |              |                            |
| Kom mor ip                                           | 2002                  | 22-06-2002            | tip5            | -            |                            |
| Zonder totetrekkerie                                 | 2003                  | -                     |                 |              |                            |
| Punk of yo!                                          | 2003                  | -                     |                 |              |                            |
| Niemand grodder                                      | 2005                  | 09-04-2005            | tip3            | -            |                            |
| Jaloes                                               | 2005                  | 10-09-2005            | tip13           | -            |                            |
| Wupperbol                                            | 05-12-2011            | 10-12-2011            | tip23           | -            |                            |
| Stuntman                                             | 27-02-2012            | 03-03-2012            | tip4            | -            |                            |
| Voe de show                                          | 14-05-2012            | 02-06-2012            | tip30           | -            |                            |
| Baes                                                 | 2012                  | 06-10-2012            | tip56           | -            |                            |
| Doet zelve                                           | 2013                  | 18-05-2013            | tip76           | -            | met Safi & Spreej          |
| Bam!                                                 | 16-02-2018            | 24-02-2018            | tip19           | -            | Nr. 9 in de Vlaamse Top 50 |
| Truckchauffeur                                       | 06-07-2018            | 28-07-2018            | tip             | -            |                            |